# Marshall (Illinois)
Marshall é uma cidade localizada no estado americano de Illinois, no Condado de Clark.

## Demografia
Segundo o censo americano de 2000, a sua população era de 3771 habitantes.
Em 2006, foi estimada uma população de 3730, um decréscimo de 41 (-1.1%).

## Geografia
De acordo com o United States Census Bureau tem uma área de
8,1 km², dos quais 8,1 km² cobertos por terra e 0,0 km² cobertos por água. Marshall localiza-se a aproximadamente 194 m acima do nível do mar.

## Localidades na vizinhança
O diagrama seguinte representa as localidades num raio de 28 km ao redor de Marshall.